# معسكر سد كرخة (كرخة)
معسكر سد كرخة (بالإنجليزية: Padegan-e Sadkorkheh)‏ هي منطقة سكنية تقع في إيران في قسم كرخة الريفي. يقدر عدد سكانها بـ 1,844 نسمة .